# Rhinanthus mediterraneus
Rhinanthus mediterraneus är en snyltrotsväxtart som först beskrevs av Jakob von Sterneck, och fick sitt nu gällande namn av Adamovic. Rhinanthus mediterraneus ingår i släktet skallror, och familjen snyltrotsväxter. Inga underarter finns listade i Catalogue of Life.